# Marathon van Berlijn 1980
De marathon van Berlijn 1980 werd gelopen op zondag 28 september 1980. Het was de zevende editie van de marathon van Berlijn. Het was de laatste keer dat de wedstrijd in Grunewald werd gehouden. Van de 363 ingeschreven marathonlopers haalden er 294 de finish. In totaal finishten er 18 vrouwen.
Bij de mannen won de Duitser Ingo Sensburg de wedstrijd voor de derde keer. Zijn landgenote Gerlinde Püttmann was bij de vrouwen het sterkst en won in 2:47.18.

## Uitslagen

### Mannen
| rang   | naam              | land | tijd    |
| ------ | ----------------- | ---- | ------- |
| Goud   | Ingo Sensburg     | GER  | 2:16.48 |
| Zilver | Dave Clarke       | GBR  | 2:19.33 |
| Brons  | Roland Scymaniak  | GER  | 2:23.50 |
| 4      | Wilfried Jackisch | GER  | 2:26.01 |

### Vrouwen
| rang   | naam              | land | tijd    |
| ------ | ----------------- | ---- | ------- |
| Goud   | Gerlinde Püttmann | GER  | 2:47.18 |
| Zilver | Angelika Brandt   | GER  | 2:49.53 |
| Brons  | Bettina Köly      | GER  | 2:59.05 |

1974 ·
1975 ·
1976 ·
1977 ·
1978 ·
1979 ·
1980 ·
1981 ·
1982 ·
1983 ·
1984 ·
1985 ·
1986 ·
1987 ·
1988 ·
1989 ·
1990 ·
1991 ·
1992 ·
1993 ·
1994 ·
1995 ·
1996 ·
1997 ·
1998 ·
1999 ·
2000 ·
2001 ·
2002 ·
2003 ·
2004 ·
2005 ·
2006 ·
2007 ·
2008 ·
2009 ·
2010 ·
2011 ·
2012 ·
2013 ·
2014 ·
2015 ·
2016 ·
2017 ·
2018